# Cutremurul din 1986 (România)
Cutremurul din 1986, cu o magnitudine de 7,1 grade pe scara Richter, a fost un puternic cutremur ce s-a produs pe data de 31 august, ora 00:28, la o adâncime de 131,4 km. Un centru local de știri a afirmat că seismul a măsurat 6,5 grade pe scara Richter, iar USGS (United States Geological Survey) a precizat că momentele seismice au avut magnitudini de 5,6 Mw, respectiv 7,9Mw. Apoi, o lucrare de cercetare  a lui V. I. Ulomov menționează că seismul a avut magnitudinea 7,1 grade pe scara Richter. Epicentrul cutremurului a fost localizat ca fiind în Munții Vrancei, la 177 km nord de București.

## Replici
Cutremurul a fost urmat de 77 de replici de peste 3,2 grade pe scara Richter, dintre care doar 19 de peste 4 grade pe scara Richter. Cea mai puternică replică a avut loc în dimineața zilei de 2 septembrie 1986, la ora 05:00 (EET), la 143 km adâncime. Ea a avut magnitudinea 5 Mw, și a fost resimțită în București, cu o intensitate de aproximativ III-IV grade pe scara Mercalli.

## Daune și victime
Cutremurul a fost simțit în opt țări, afectând o mare parte a Europei de Sud-Est. Cea mai afectată regiune a fost Focșani-Bârlad, unde intensitatea seismului a fost de VIII grade pe scara Mercalli, provocând de exemplu, prăbușirea unei biserici.
Cutremurul a dus în România la decesul a 8 persoane (niciuna în București) și la rănirea a 317 persoane - în principal datorită pagubelor elementelor non-structurale (tencuială căzută de exemplu). 
În Lunca Prutului, terenul s-a surpat și au apărut cratere.
Conform datelor oficiale, În Republica Moldova, în regiunea Chișinău-Kagul au fost consemnate 2 persoane decedate, 558 rănite, 12.500 sinistrați și 55.000 case avariate . În Chișinău există anumite mențiuni neoficiale cu privire la prăbușirea a 4 blocuri de locuințe, rezultând aproximativ 100 de victime, dar aceste informații nu sunt validate de informațiile oficiale.
În București și în nordul Bulgariei seismul a avut intensitatea VII, în Skopje intensitatea V, în Simferopol, Kiev, Uniunea Sovietică și în Belgrad intensitatea IV, iar în Moscova, Titograd și Iugoslavia intensitatea III.